# Limonium pectinatum
Espèce
Classification phylogénétique
Synonymes
- Statice pectinata Aiton[1]
- Taxanthema pectinatum (Aiton) Sweet[1]

Limonium pectinatum est une espèce de plante de la famille des Plumbaginaceae et du genre Limonium.

## Description
Limonium pectinatum est une plante herbacée vivace qui atteint des hauteurs de 5 à 30 centimètres. Les tiges sont en partie décombantes et à peine ailées. Il y a de nombreuses rosettes sur les tiges ramifiées. Les feuilles mesurent de 2 à 5 cm de long, spatulées et grises. Le calice est pentagonal émoussé et blanchâtre. Les fleurs sont violet pâle ou blanches.
La période de floraison s'étend de janvier à juin.

## Répartition
Limonium pectinatum est présente sur les côtes rocheuses des îles Canaries d'El Hierro, La Palma, La Gomera, Tenerife et Grande Canarie.

## Parasitologie
La fleur a pour parasite Agdistis bifurcatus (en). La feuille a pour parasites Agdistis meridionalis, Paraepidiaspis staticicola (sv), Erysiphe limonii, Acalyptris staticis (en), Lobesia neptunia, Uromyces limonii.